# Автострада A1 (Італія)
Автострада A1 або Автострада Сонця (італ. Autostrada A1, autostrada del Sole) — автострада в Італії, яка сполучає Мілан і Неаполь через Болонью, Флоренцію і Рим. Завдовжки 759,8 км, це найдовша італійська автострада. Є частиною європейських маршрутів E35 і E45.
A1 скоротив час подорожі між Міланом і Неаполем з двох днів до лише семи-восьми годин. Гірський перехід від Болоньї до Флоренції відомий як Variante di Valico.

## Історія
Протягом 1950-х і 1960-х років адміністрації, що змінювали один одного, хотіли, щоб цей великий інфраструктурний проект був завершений якнайшвидше, оскільки це стане великим поштовхом для національної економіки. Будівництво почалося в 1956 році, і шосе було відкрито для руху тодішнім прем'єр-міністром Альдо Моро 4 жовтня 1964 року.
Ділянка між Римом і Неаполем спочатку була позначена A2, але була включена в A1 після відкриття об’їзної дороги від Ф'яно-Романо до Сан-Чезарео 21 липня 1988 року.